# 圣白芭蕾教堂 (库特纳霍拉)
圣白芭蕾教堂（捷克語：Chrám svaté Barbory）是捷克共和国中波西米亚城市库特纳霍拉的一座教堂，中欧地区的一座著名哥特式教堂，於1995年與庫特納霍拉的其他教堂與城市被列为世界文化遗产。其名字是對礦工主保圣人圣白芭蕾致敬。该鎮過去的财富完全依赖于银矿。

## 歷史
聖白芭蕾教堂始建于1388年，但是工程几度中断，直到1905年才得以完成。第一位建筑师可能是彼得·帕爾萊日的儿子約翰·帕勒（Johann Parler），但是研究者称彼得至少一同也参与了草图设计。教堂建筑工程曾在胡斯战争期间中断了60多年，最終工程于1482年重新开始，由两位布拉格建筑师馬特·萊瑟克（Matěj Rejsek）和本尼迪克特·賴特
（Benedikt Rejt）负责。
原来的设计是要建造一座規模更龐大的教堂，預估為今日建筑的两倍大。但是工程依赖于该镇银矿的繁荣，在银矿产量已在下降後則停工，因此在1588年，未完成的建筑則是使用临时围墙环绕，直到1884年才進行重建，屋顶直到19世纪末期才完工。

## 設計
聖白芭蕾教堂的外觀設計非常獨特，最初在梯形的内部有8个放射状小礼拜堂。后来，建造了唱经楼，由双拱的飞扶壁支撑。内部值得注意的細節包含花窗玻璃、祭台、讲道坛和唱经楼隔间。其中中世纪壁画描绘了中世纪采矿城镇的世俗生活和宗教主题，當前部分壁畫已經得到及時的保护。

## 圖片

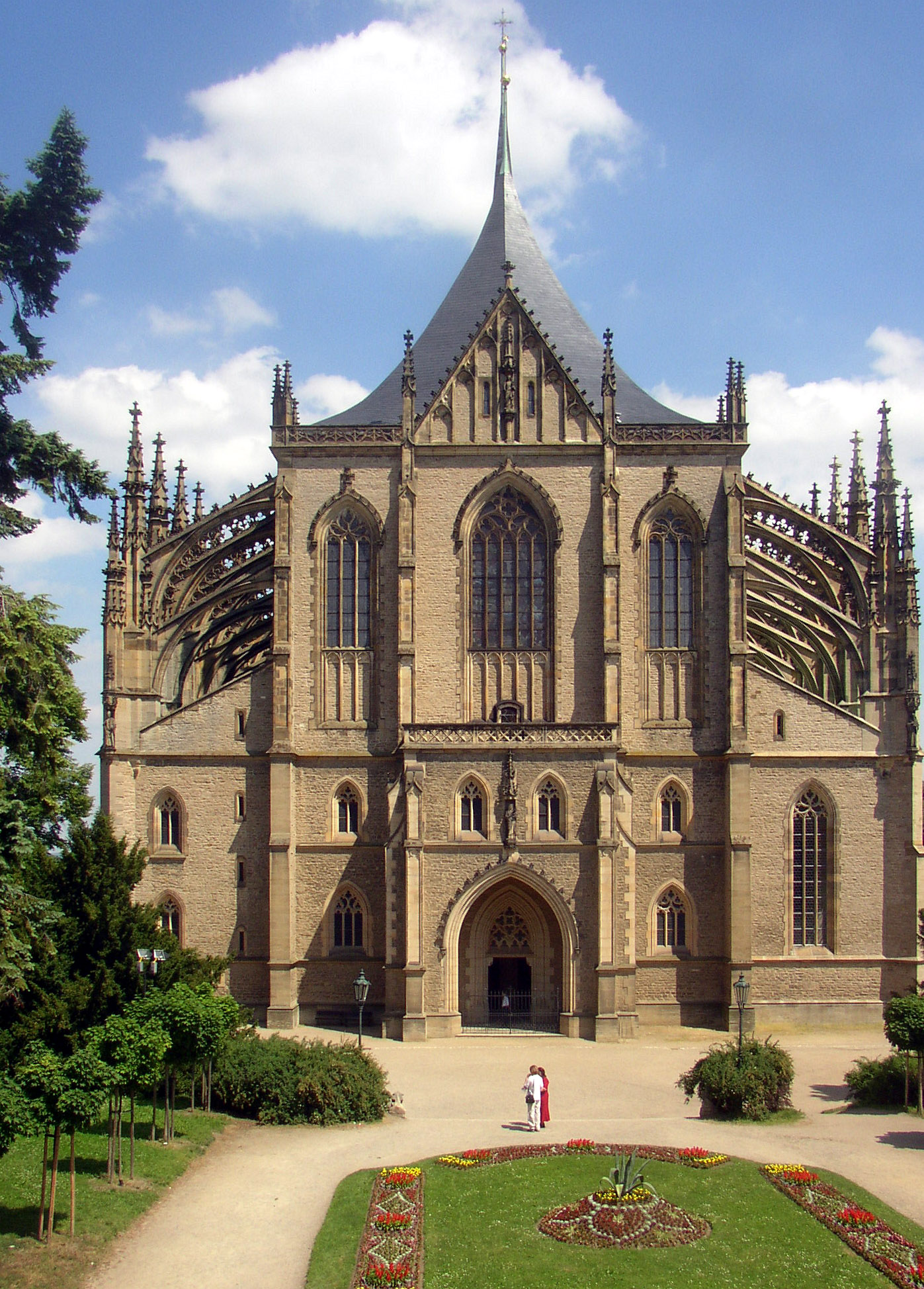
立面
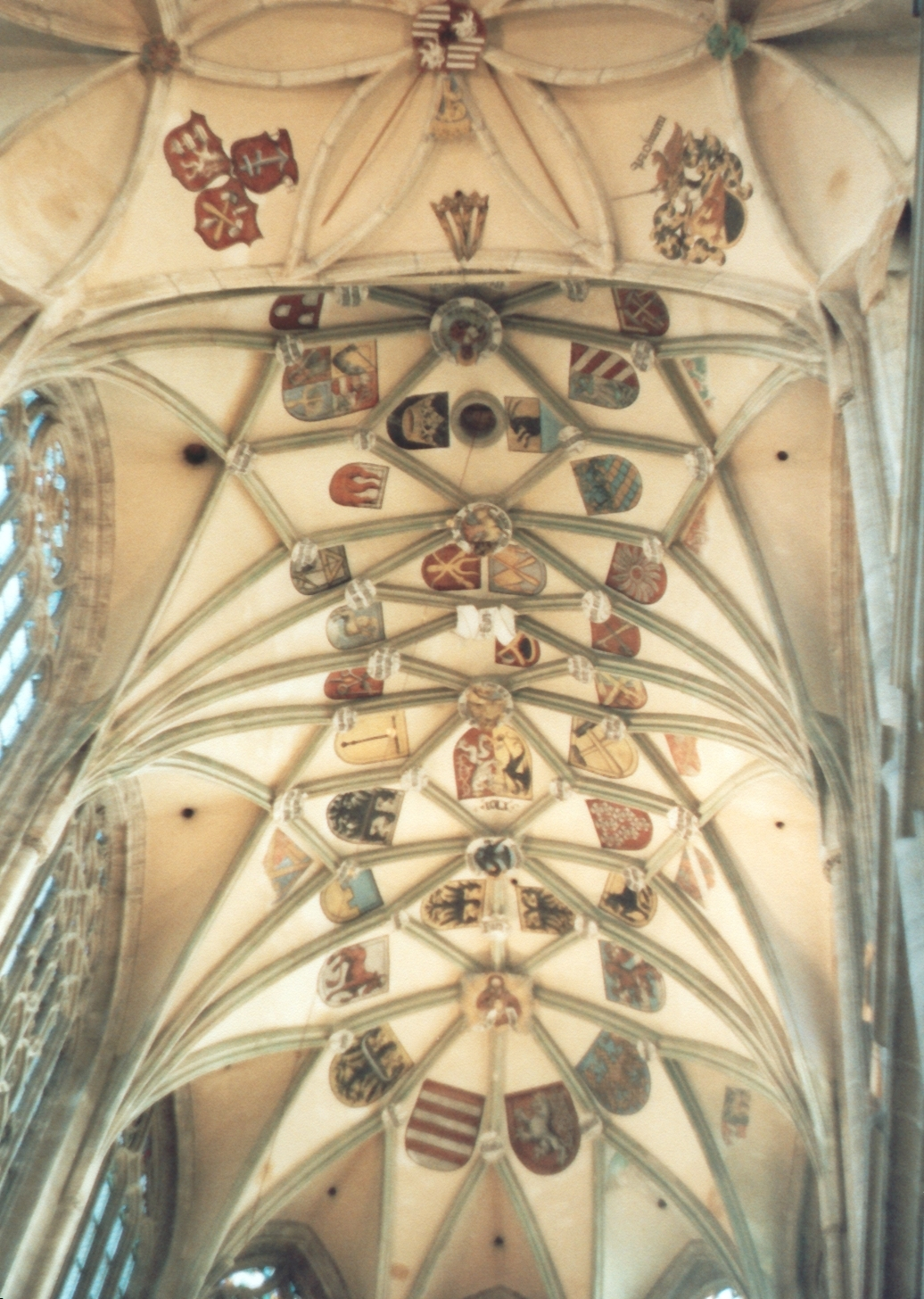
拱顶
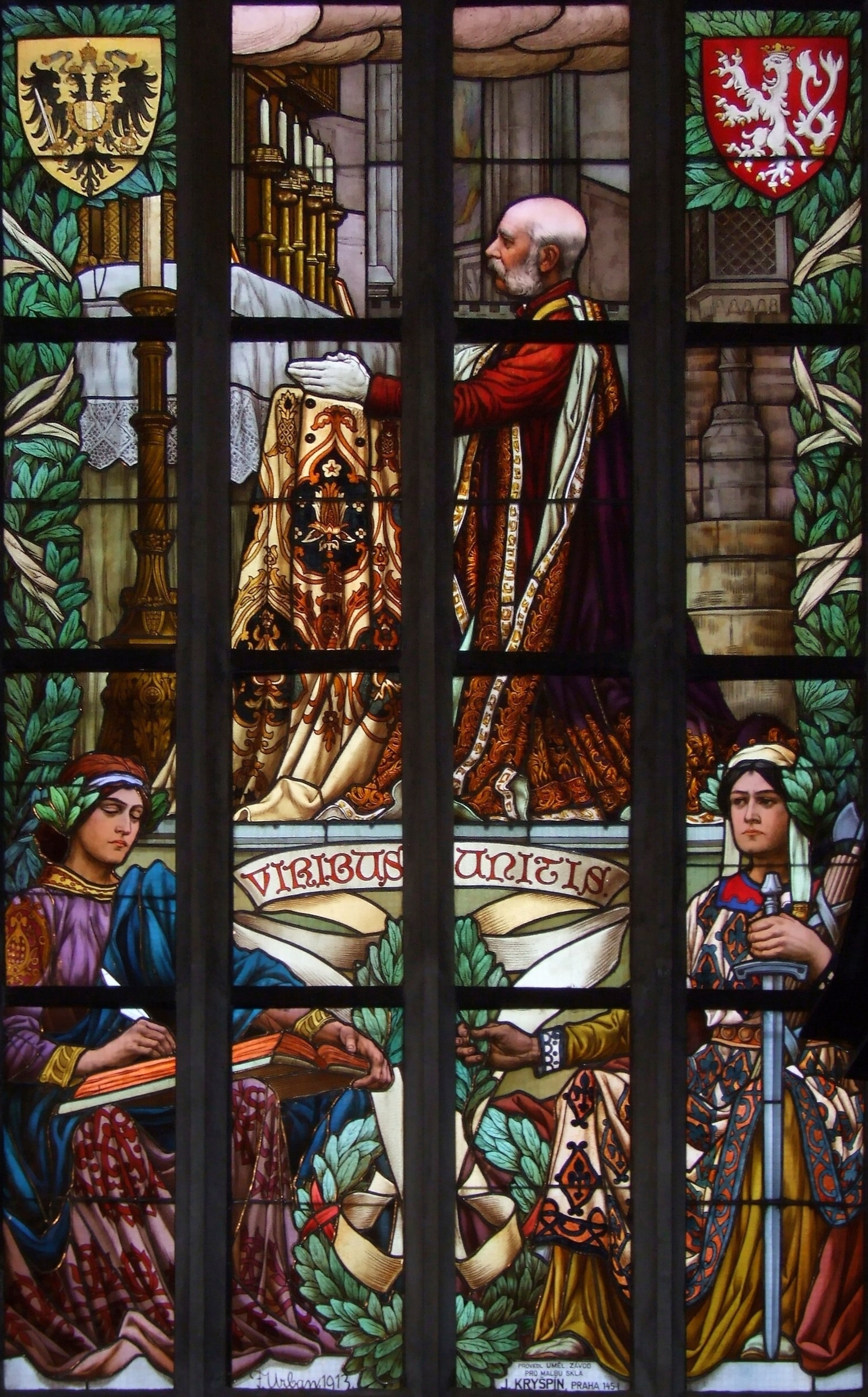
花窗玻璃
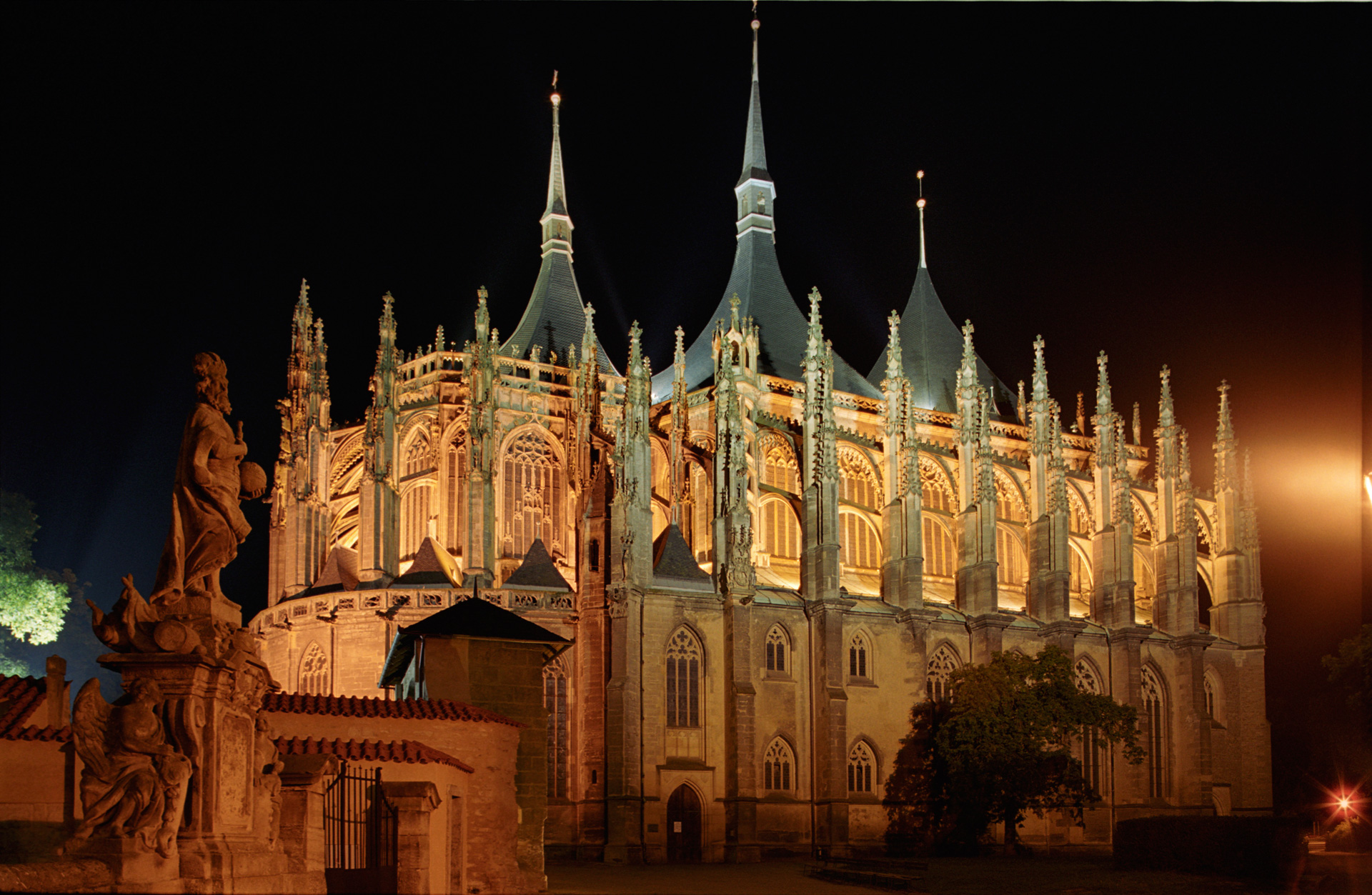
夜景